# Scinax acuminatus
Scinax acuminatus és una espècie de granota que es troba a l'Argentina, Bolívia, el Brasil, el Paraguai i, possiblement també, a Uruguai.